# Angus Wilton McLean
Angus Wilton McLean, född 20 april 1870 i Robeson County, North Carolina, död 21 juni 1935 i Washington, D.C., var en amerikansk demokratisk politiker. Han var guvernör i North Carolina 1925–1929.
McLean studerade vid University of North Carolina at Chapel Hill. År 1892 inledde han sin karriär som advokat i Lumberton. Han gifte sig år 1904 med Margaret French och paret fick fyra barn.
McLean ansvarade för Woodrow Wilsons kampanjer på delstatsnivå i North Carolina i 1912 och 1916 års presidentval. Han var USA:s biträdande finansminister 1920–1921.
I demokraternas primärval inför 1924 års guvernörsval vann McLean mot Josiah Bailey som var känd för sin vältalighet. Själva guvernörsvalet vann McLean sedan enkelt. Trots att han var en värdekonservativ kristen politiker, deltog McLean inte helhjärtat i kampanjen mot undervisningen av evolutionsteorin i skolorna. I sina tal hänvisade han dock till vad han uppfattade som en allmän försvagning av den kristna moralen. I delstatens lagstiftande församling diskuterades nämligen ivrigt ett lagförslag som syftade till att begränsa lärarnas möjligheter att undervisa i evolutionsteorin. McLean lät bli att direkt ta ställning i diskussionen.